# Neoserica quadriflabellata
Neoserica quadriflabellata är en skalbaggsart som beskrevs av Brenske 1896. Neoserica quadriflabellata ingår i släktet Neoserica och familjen Melolonthidae. Inga underarter finns listade i Catalogue of Life.